# 桑加柳什
桑加柳什是葡萄牙阿威罗区的一个堂区。总面积17.24平方公里，总人口4350人，人口密度252.3人/平方公里。